# Sportovní Klub Dynamo České Budějovice
El Sportovní Klub Dynamo České Budějovice es un club de fútbol checo de la ciudad de České Budějovice. Fue fundado en 1905 y juega en la Czech 2. Liga.

## Historia
El club fue fundado en 1899 como Sportovní kroužek České Budějovice y en 1905 como Sportovní klub České Budějovice. Desde 1993 el club ha jugado en la primera división casi exclusivamente. A pesar de sufrir el descenso en tres ocasiones, la última en 2005, el club ha ganado la promoción de nuevo a la máxima categoría inmediatamente en cada ocasión.
En 2002 el České Budějovice celebró el ascenso a la Gambrinus liga y el anuncio de un proyecto de reconstrucción de su estadio en función de los requisitos de la liga checa. El club celebró su centenario en 2005, pero descendió a segunda división. La temporada 2005-06 de la 2. Liga comenzó mal para el equipo, que ocupaba el puesto 13.º a finales de septiembre. Sin embargo, el Dynamo České Budějovice recibió la cesión del futbolista internacional Karel Poborský por el Sparta Praga y la trayectoria del equipo mejoró significativamente, al punto de lograr el ascenso a la Gambrinus liga al final de la temporada.
Desde 2011, el České Budějovice tiene un acuerdo con el SK Strakonice 1908, que actúa como equipo filial.

### Historial de nombres
- 1899 — SK České Budějovice (Sportovní kroužek České Budějovice)
- 1903 — SK Slavia České Budějovice (Sportovní klub Slavia České Budějovice)
- 1905 — SK České Budějovice (Sportovní klub České Budějovice)
- 1949 — TJ Sokol JČE České Budějovice (Tělovýchovná jednota Sokol Jihočeské elektrárny České Budějovice)
- 1951 — TJ Slavia České Budějovice (Tělovýchovná jednota Slavia České Budějovice)
- 1953 — DSO Dynamo České Budějovice (Dobrovolná sportovní organizace Dynamo České Budějovice)
- 1958 — TJ Dynamo České Budějovice (Tělovýchovná jednota Dynamo České Budějovice)
- 1991 — SK Dynamo České Budějovice (Sportovní klub Dynamo České Budějovice)
- 1992 — SK České Budějovice JČE (Sportovní klub České Budějovice Jihočeská energetická, a.s.)
- 1999 — SK České Budějovice (Sportovní klub České Budějovice, a.s.)
- 2004 — SK Dynamo České Budějovice (Sportovní klub Dynamo České Budějovice, a.s.)

## Jugadores

### Jugadores destacados
- Jiří Němec (1981–87)
- Karel Poborský (1984–91), (2005–07)
- Jaroslav Drobný (1999-02)
- Tomáš Sivok (2000–04)
- David Lafata (1992-05)
- Martin Latka (2001–03)

## Entrenadores
- Jiří Kotrba (1989–91)
- Jindřich Dejmal (1992–93)
- Pavel Tobiáš (1993–Sept)
- Zdeněk Procházka (1997–98)
- František Cerman (1998)
- Pavel Tobiáš (1998–00)
- Jindřich Dejmal (2000–01)
- Milan Bokša (2001–02)
- Pavel Tobiáš (2002–04)
- Robert Žák (2004–05)
- František Cipro (2005–07)
- František Straka (2007–08)
- Jan Kmoch (2008)
- Pavel Tobiáš (2008–10)
- Jaroslav Šilhavý (2010–11)
- Jiří Kotrba (2011)
- František Cipro (2011–12)
- Miroslav Soukup (2012–13)
- Pavol Švantner (2013–)

## Números retirados
- 8 -  Karel Poborsky, MED (1991–94, 2005–07)

## Palmarés
- Czech 2. Liga: 3

2001–02, 2013–14, 2018-19